# Rufaida Al-Aslamia
Rufaida Al-Aslamia (in arabo رفيدة الأسلمية‎?.; Medina, c. 620 – ...) è stata un'infermiera e chirurgo araba.
È considerata la prima infermiera donna della storia e il primo chirurgo arabo. È ritenuta, anche, la fondatrice dell'infermieristica moderna

## Biografia
Nacque nella tribù di Banu Aslam della confederazione tribale dei Banu Khazraj nella città di Medina, in Arabia Saudita, in una famiglia di medici. Suo padre Saad Al Aslamy era medico, fisioterapista e mentore di Rufaida.
Con il tempo, si perfezionò nella cura dei pazienti e nel soccorso in guerra; formò un gruppo di infermieri volontari che parteciparono alle prime campagne di espansione islamica e a molte battaglie, tra cui quelle di Badr, Uhud, Khaibar e Trinchera. È documentato che tra le sue allieve vi erano, anche, Khadija bint Khuwaylid ed anche una delle spose del profeta Maometto,  Aisha. Durante i periodi di pace, Rufaida prestava assistenza umanitaria e sanitaria a chiunque lo necessitasse.

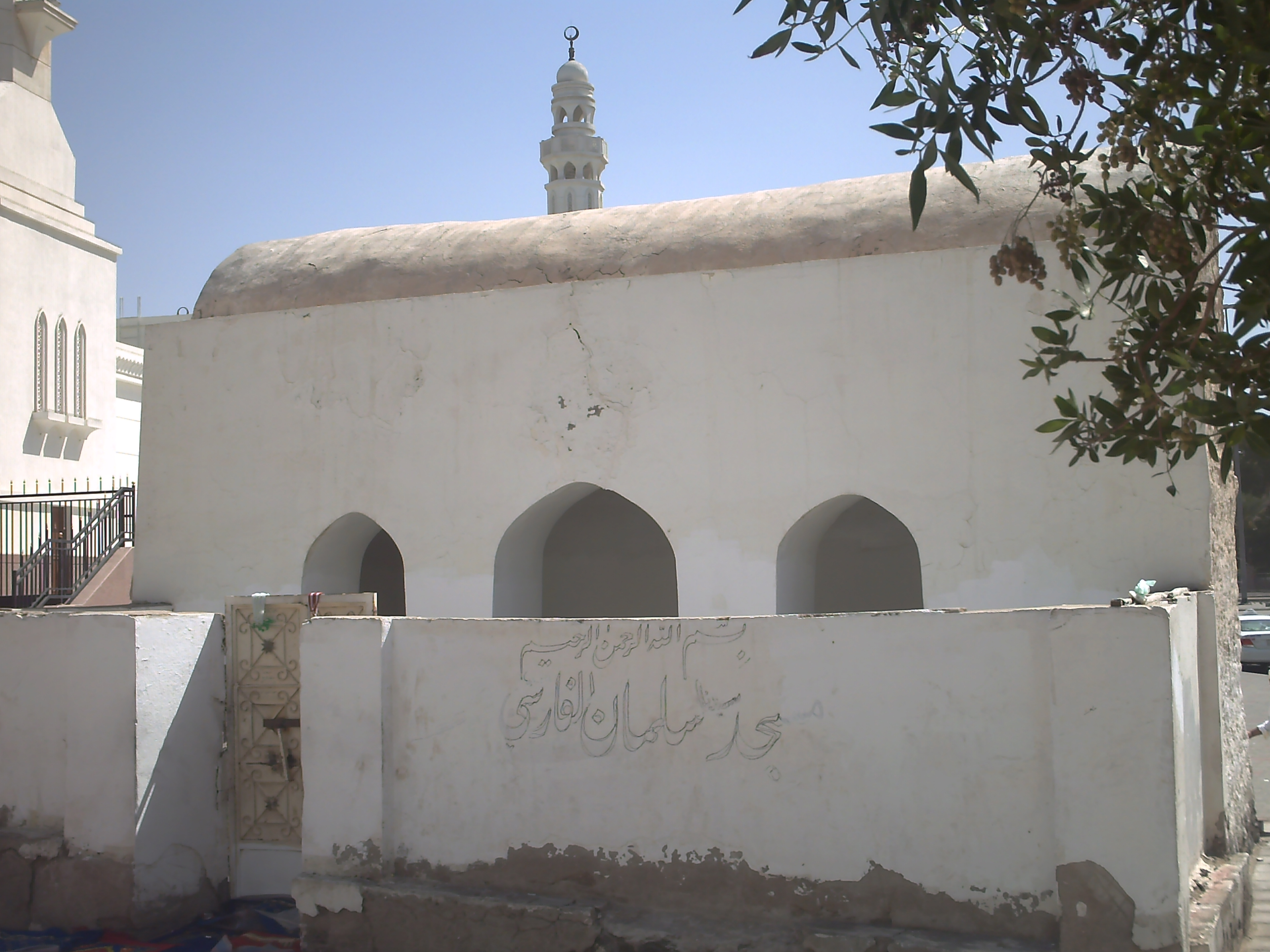
Moschea Di Salaman a Medina. Luogo in cui si tenne la battaglia di Trichera e dove Rufaida Al-Aslamia prestava soccorso ai feriti.
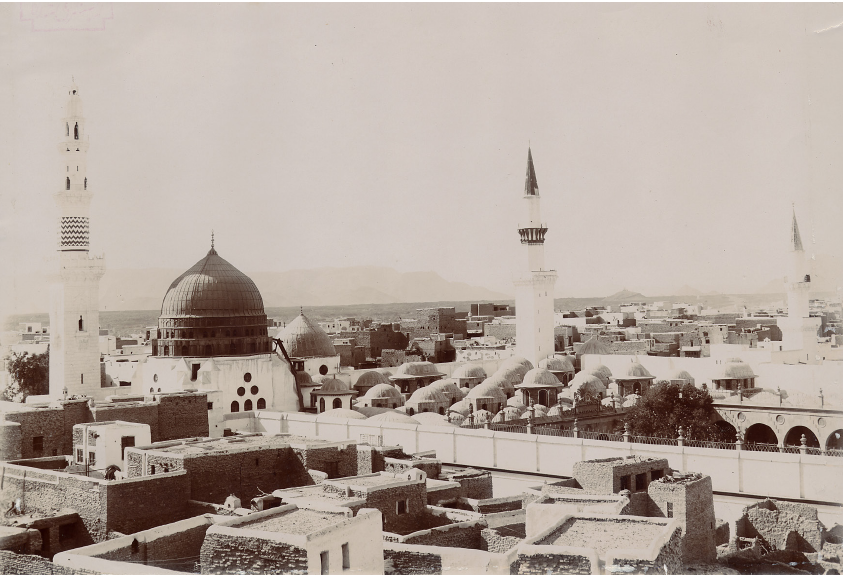
La città di Medina con il Mausoleo di Maometto, la moschea di Salaman e il monte Uhud in lontanaNza.

## Innovazioni infermieristiche
Si deve a Rufaida Al-Aslamia l'inserimento della figura femminile in campo medico inferimieristico, all'epoca mansione ovunque prettamente maschile. Da documentazioni accertate le si deve, anche, lo sviluppo delle prime unità mobili di assistenza medica in grado di soddisfare le esigenze della comunità, in particolare durante i conflitti. Le unità mediche da lei ideate consistevano principalmente nel garantire l'igiene del paziente e nella sua stabilizzazione, prima delle procedure mediche più invasive, oltre a curare direttamente sul campo di battaglia con veri e propri ospedali da campo, dove si tenevano anche operazioni chirurgiche.

## Onorificenze
A Rufaida Al-Asalamia sono dedicati i nomi di prestigiosi premi e luoghi, tra cui:
- In Pakistan: il Rufaida Al-Aslamia College di Infermeria dell'Università dell'Aga Khan[10].
- In Bahrain: il Premio Annuale in Infermieristica Rufaida conferito dal Royal College of Surgeons d'Irlanda del Bahrain, in collaborazione tra dell'Università del Bahrain e l'RCSI[11].